# Chico Pinheiro (músico)
Francisco Pinheiro Christino Netto ou apenas Chico Pinheiro (São Paulo, 8 de dezembro de 1975) é um guitarrista, compositor e arranjador brasileiro.
Foi indicado, em novembro de 2020, ao Grammy  2021 na categoria "Álbum de Jazz Latino".

## Discografia
- Meia Noite Meio Dia (2003, Sony Music)
- Chico Pinheiro (2005, Biscoito Fino)
- NOVA (2007, Buriti Records/ Goat Hill Recordings)
- There's a Storm Inside (2010, Sunnyside Records/ CT Music Japan)
- Seasons (2011, Goat Hill Recordings) com Anthony Wilson, Julian Lage & Steve Cardenas
- "TRIZ" (2012, Buriti Records/ Estúdio Monteverdi) com André Mehmari e Sérgio Santos
- "VARANDA" (2016, Tapestry Records) com Tiago Costa, Edu Ribeiro, Felipe Salles e Bruno Migotto